# 君色デイズ
「君色デイズ」（きみいろデイズ）は、日本のロックデュオ・Honey L Daysのメジャー9作目のシングル。

## 概要
- 前作「涙のように好きと言えたら」から4か月ぶりのシングル。
- 表題曲は剛力彩芽主演の映画『L♡DK』の主題歌に[1][2]、カップリング曲は眞木大輔主演の映画『俺たちの明日』の挿入歌に使用された[3]。映画のタイアップは、「君のフレーズ/キミの為に僕が強くなる」以来7作ぶりとなった。
- ジャケットの異なるCD+DVD規格のタイプA盤とタイプB盤、CD規格のタイプC盤の3形態で発売された。タイプA盤のDVDには表題曲のミュージック・ビデオが、タイプB盤のDVDには表題曲のミュージック・ビデオのメイキング映像が収録された。また、タイプC盤にはカップリング曲が追加収録された。

## 収録曲
| #  | タイトル                              | 作詞               | 作曲               | 編曲                                      |
| -- | ------------------------------------- | ------------------ | ------------------ | ----------------------------------------- |
| 1. | 「君色デイズ」                        | KYOHEI、ヒロイズム | KYOHEI、her0ism    | soundbreakers                             |
| 2. | 「The way of my life」                | KYOHEI             | KYOHEI             | KYOHEI                                    |
| 3. | 「move!!」                            | KYOHEI             | KYOHEI             | KYOHEI、Masataka Kitaura、Taichi Nakamura |
| 4. | 「君色デイズ (Instrumental)」         |                    | KYOHEI、ヒロイズム | soundbreakers                             |
| 5. | 「The way of my life (Instrumental)」 |                    | KYOHEI             | KYOHEI                                    |

### 解説
1. 君色デイズ
歌詞は映画『L♡DK』のワンシーンや台詞をイメージしながら書かれた[1][2]。
2. The way of my life
3. move!!
タイプC盤限定で収録されている、2ndアルバムのボーナス・トラックのレコーディング音源バージョン。
4. 君色デイズ (Instrumental)
表題曲のインストゥルメンタルバージョン。
5. The way of my life (Instrumental)
カップリング曲のインストゥルメンタルバージョン。

## 参加ミュージシャン
Honey L Days
- MITSUAKI：Vocal (#1〜3)
- KYOHEI：Vocal (#1〜3)、Guitar (#1,2,4,5)、Electric Guitar & Programming (#3)

Support Musician
- 中村タイチ：Electric Guitar (#3)
- 種子田健：Bass (#1,2,4,5)
- 須長和広：Bass (#3)
- 野崎真助：Drums (#1,2,4,5)
- 村石雅行：Drums (#3)
- 平畑徹也：Piano (#3)
- 南條由起：Violin (#1,4)

## タイアップ
- 東映配給映画『L♡DK』主題歌 (#1)
- ティ・ジョイ配給映画『俺たちの明日』挿入歌 (#2)

## 収録アルバム
- THE BEST DAYS (#1)
- change (#3 IKKAKUSENKIN ver.)
- Honey L Days 熱うたベスト (#3)